# Dions
Dions là một xã trong tỉnh Gard thuộc vùng Occitanie, phía nam nước Pháp. Xã Dions nằm ở khu vực có độ cao trung bình 42 mét trên mực nước biển.